# Дулепска
Дулепска је насељено место у Републици Хрватској у Загребачкој жупанији. Административно је у саставу града Врбовца. Простире се на површини од 1,86 км2

## Историја
Име насеља Дулепска потиче од руског племена Дулеба, који су се с неколико породица доселили овамо у VII веку. Поток и племићки посед Дулепска забележени су у документима 1244. г. Мањи део тог поседа припадао је госпоштији Раковец, а већи део племићима који су се често мењали.
Год. 1480. овде досељава Петар Кашнар из Раковца. Од 1495. до 1512. власник је удовица Давида Кашнара с 22 куће.
Од 1570. до 1782. власници су породице Борос, Босак, Благоја, Бартаковић и Зорић, свака по 2 куће, да би 1802. Дулепску поседовали грофови Ердеди.

## Становништво
Према задњем попису становништва из 2001. године у насељу Дулепска је живело 159 становника. који живе у 46 породичних домаћинстава Густина насељености је 85,48 становника на км2
Кретање броја становника по пописима 1857—2001.
| година пописа  | 1857. | 1869. | 1880. | 1890. | 1900. | 1910. | 1921. | 1931. | 1948. | 1953. | 1961. | 1971. | 1981. | 1991. | 2001. |
| бр. становника | 150   | 150   | 155   | 219   | 234   | 287   | 295   | 285   | 282   | 269   | 252   | 223   | 193   | 166   | 159   |

Напомена: Од 1880. до 1900 приказано под именом Дуљебска.